# Gastrotheca antomia
Gastrotheca antomia és una espècie de granota de la família dels hemiptràctids.
És endèmica de Colòmbia. Els boscs de boira andins al versant occidental de la Cordillera Occidental a una altitud de 1140-2500 m, als departaments de Valle del Cauca, Risaralda, Chocó i Antioquia.
Es troba en perill crític d'extinció Classificada com a en perill crític perquè aquesta espècie abans abundant no s'ha recuperat d'una dràstica disminució de la població, deduïda per l'aparent desaparició de la majoria de la població possiblement a causa de la quitridiomicosi a la dècada de 1990. Si encara existeix una població, es creu que té menys de cinquanta individus.